# Чапаево (Омская область)
Чапа́ево — село в Колосовском районе Омской области России. Административный центр Чапаевского сельского поселения.

## География
Село находится на севере центральной части Омской области, в лесостепной зоне, в пределах Ишимской равнины, на расстоянии примерно 32 км (по прямой) к юго-востоку от села Колосовка, административного центра района. Абсолютная высота — 103 м над уровнем моря.
Часовой пояс
Село Чапаево, как и вся Омская область, находится в часовой зоне МСК+3. Смещение применяемого времени относительно UTC составляет +6:00.

## Население
| 2010 |
| ---- |
| 458  |

Гендерный состав
По данным Всероссийской переписи населения 2010 года, в гендерной структуре населения мужчины составляли 48 %, женщины — соответственно 52 %.
Национальный состав
Согласно результатам переписи 2002 года, в национальной структуре населения русские составляли 82 % из 589 чел.

## Улицы
- ул. Зелёная,
- ул. Луговая,
- ул. Рабочая,
- пер. Солнечный,
- ул. Центральная[5].